# Horažďovice (nádraží)
Horažďovice (v minulosti též Horažďovice město) je železniční stanice ve východní části města Horažďovice v okrese Klatovy v Plzeňském kraji nedaleko řeky Otavy. Leží v km 2,682 jednokolejné neelektrizované trati Horažďovice předměstí – Klatovy. Dále se ve městě nachází starší a vytíženější stanice, Horažďovice předměstí.

## Historie
Stanice byla vybudována státní společností Českomoravská transverzální dráha (BMTB), jež usilovala o dostavbu traťového koridoru propojujícího již existující železnice v ose od západních Čech po Trenčianskou Teplou. Dne 1. října 1888 byl zahájen pravidelný provoz v úseku z Klatov do stanice Horažďovice Babiny (později Horažďovice předměstí), kde se napojila na trať společnosti Dráhy císaře Františka Josefa (KFJB) spojující Vídeň, České Budějovice a Plzeň. Vzhled budovy byl vytvořen dle typizovaného architektonického vzoru shodného pro všechna nádraží v majetku BMTB. V areálu nádraží bylo vystavěno též nákladové nádraží či bytové domy pro drážní zaměstnance.
Českomoravská transverzální dráha byla roku 1918 začleněna do sítě ČSD.
V letech 1947 až 1952 neslo nádraží název Horažďovice město. V roce 2021 byla provedena kompletní oprava výpravní budovy.

## Popis
Stanice je vybavena zabezpečovacím zařízeném 2. kategorie – elektromechanické vzor 5007 se světelnými návěstidly s rychlostní návěstní soustavou. Jízdy vlaků v přilehlých traťových úsecích jsou zabezpečeny pomocí automatických hradel bez oddílových návěstidel.
Stanice je standardně obsazena výpravčím v dopravní kanceláři výpravní budovy a dvěma signalisty na stavědlech na zhlavích: St. 2 směrem na Velké Hydčice a St. 1 směrem na Horažďovice předměstí.
Stanice je kryta z návazných traťových úseků vjezdovými návěstidly L (od Horažďovic předměstí) v km 1,853, z opačného směru pak S v km 3,063. Odjezdová návěstidla jsou u všech dopravních kolejí.

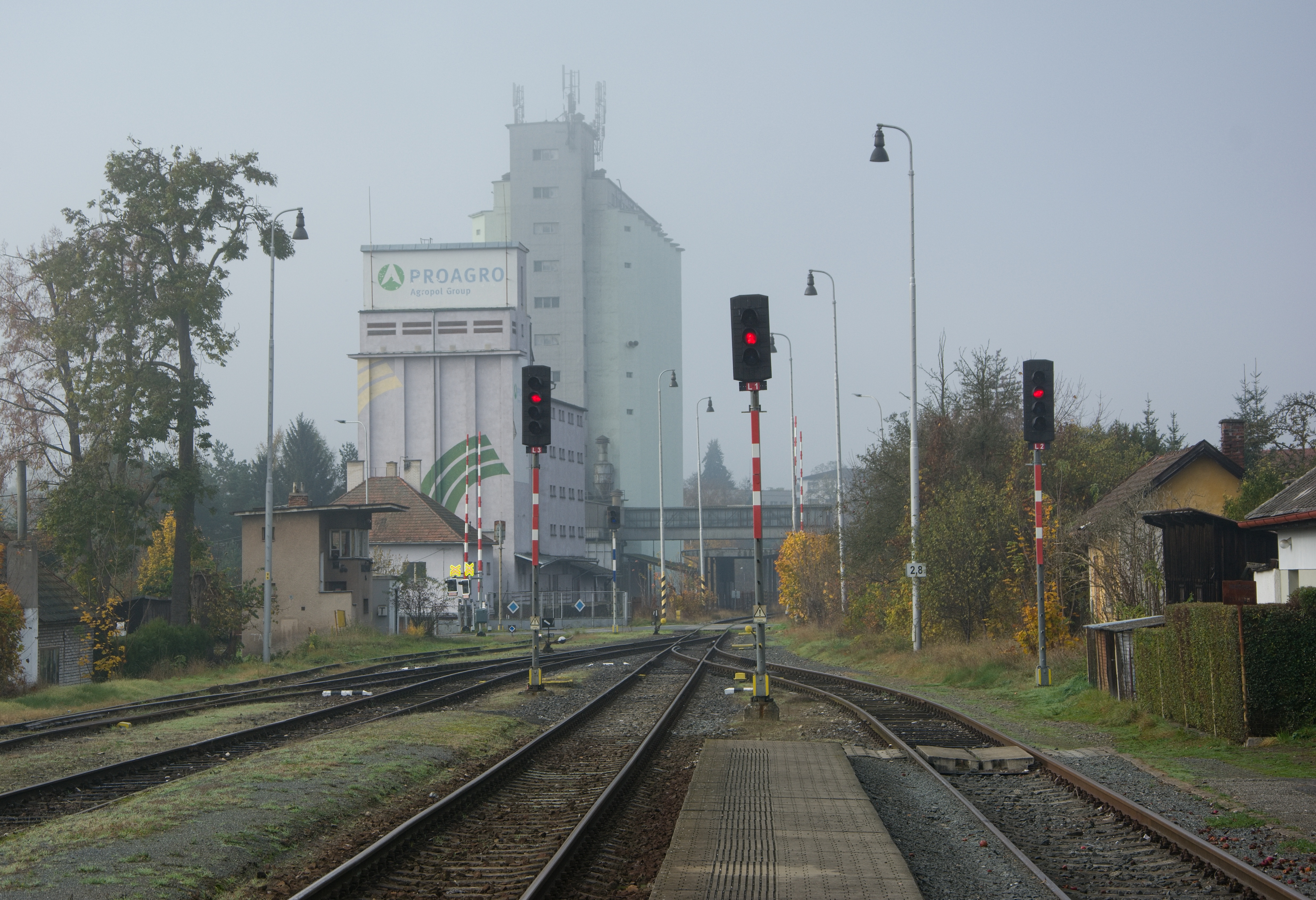
Zhlaví se stavědlem St. 2, přejezdem P887 a napojením vlečky Primagra

Ve stanici jsou tři dopravní koleje, u budovy je kolej č. 2 (užitečná délka 593 m), následují kolej č. 1 (624 m) a 3 (628 m). Na horažďovickém zhlaví odbočuje na straně kusí manipulační kolej č. 4, v liché skupině jsou pak dvě manipulační koleje (č. 5 a 7) zapojené do obou zhlaví. 
Na obou zhlavích jsou vždy dvě rozhodující výhybky přestavovány ústředně z příslušného stavědla pomocí elektromotorických přestavníků, ostatní výhybky a výkolejky jsou přestavovány ručně.
Na horažďovickém zhlaví je do liché skupiny zapojena neprovozovaná vlečka LYCKEBY AMYLEX Horažďovice, v sudé skupině pak vlečka Forestina. Na opačném zhlaví je do liché skupiny zapojena vlečka Primagra.
Ve stanici jsou tři úrovňová jednostranná nástupiště: vnější č. 1 u koleje č. 2 (délka 50 m, výška nástupní hrany 250 mm nad temenem kolejnice), dále pak vnitřní nástupiště č. 2 u koleje č. 1 (90 m, 300 mm) a č. 3 u koleje č. 3 (150 m, 200 mm). Přístup na vnitřní nástupiště je pomocí přechodů přes koleje.
Na hydčickém záhlaví se v km 2,882 nachází přejezd P887, kde trať kříží silnice I/22 (Strakonická ulice). Přejezd je společný i pro kolej vlečky Primagra a je zabezpečen světelným přejezdovým zabezpečovacím zařízením se závorami.